# Countrylandet Sverige
Countrylandet Sverige är en svensk dokumentärserie som hade premiär på SVT Play den 21 februari 2025. Serien består av tre avsnitt. Programmet leds av Magnus Broni.

## Handling
Serien handlar om hur den amerikanska countrykulturen tagit sig uttryck i Sverige från dess genombrott till idag.

## Medverkande (i urval)
- Magnus Broni
- Alf Robertson
- Kikki Danielsson
- Mats Rådberg
- Hasse Andersson
- Jill Johnson
- Lasse Stefanz
- Christian Kjellvander
- Bert Karlsson
- Annika Ljungberg
- Frida Öhrn
- First Aid Kit
- David Ritschard
- Maja Francis